# Walter Werginz
Walter Werginz est un footballeur autrichien né le 18 août 1913 et décédé le 21 mars 1944.

## Carrière
Il participe avec la sélection olympique autrichienne aux Jeux olympiques de Berlin en 1936. Lors du tournoi olympique, il joue quatre matchs : contre l'Égypte, le Pérou, la Pologne et enfin l'Italie. Il inscrit un but lors de cette compétition. La sélection autrichienne remporte la médaille d'argent.
En club, il joue en faveur du FC Klagenfurt.

## Palmarès
- Médaillé d'argent lors des Jeux olympiques de 1936 avec l'équipe d'Autriche